# Closterocerus arvensis
Closterocerus arvensis är en stekelart som först beskrevs av Graham 1963.  Closterocerus arvensis ingår i släktet Closterocerus, och familjen finglanssteklar. Arten är reproducerande i Sverige.